# Sideridis eutherma
Sideridis eutherma là một loài bướm đêm trong họ Noctuidae.